# Martin Kaufmann

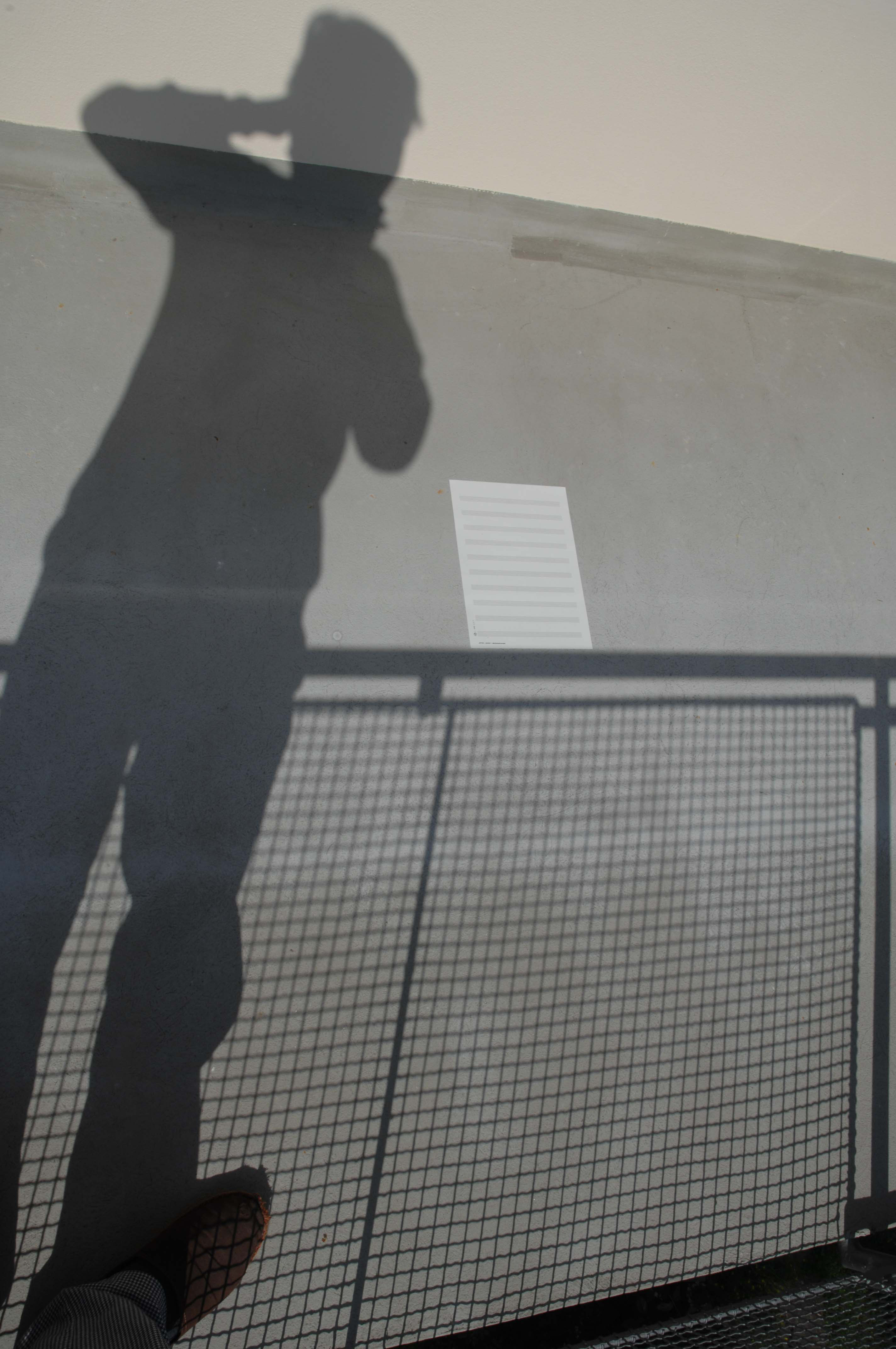
Martin Kaufmann: Notenblatt, 2011, Fotografie

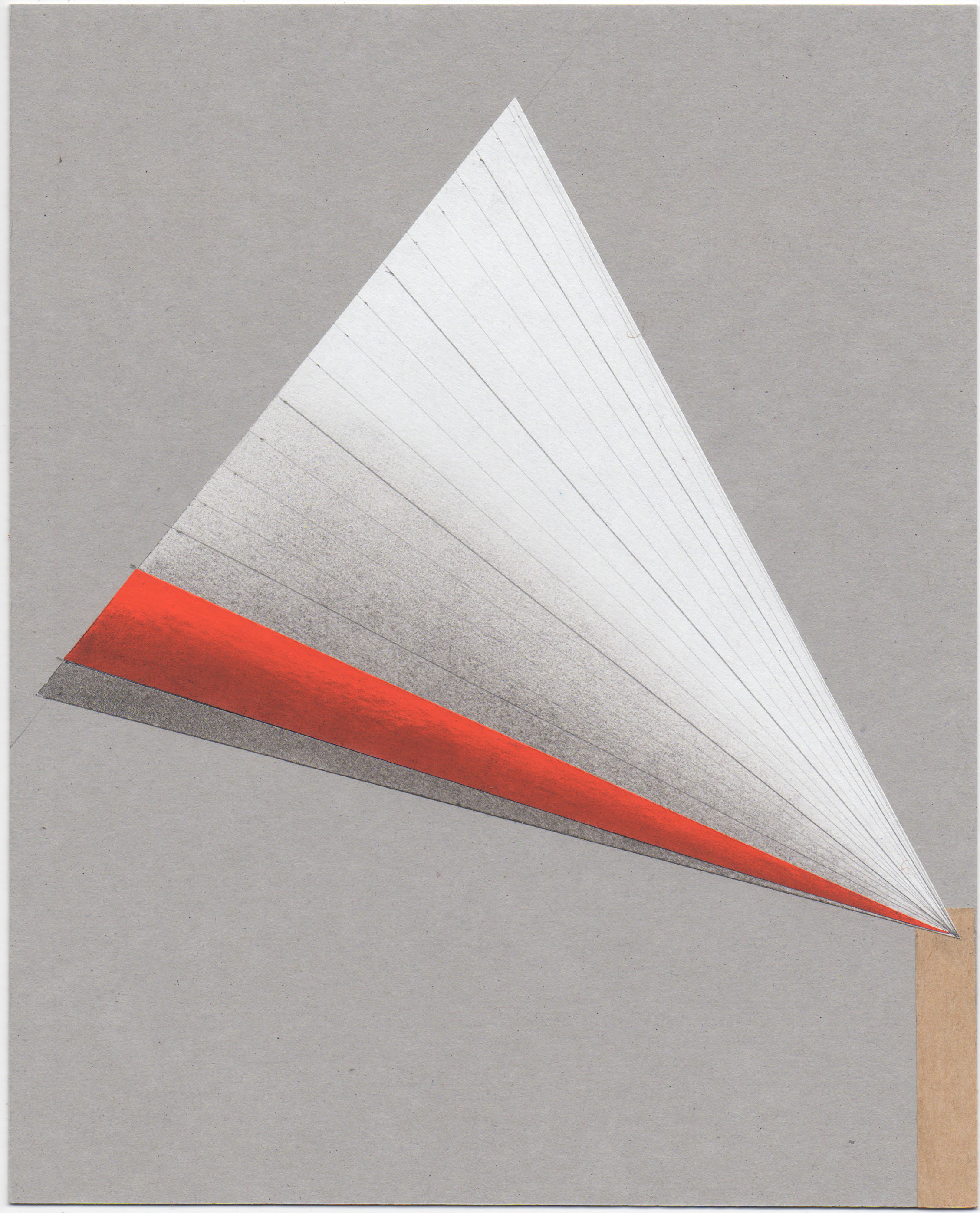
Martin Kaufmann: November-Einfall. 2013. Papierschnitt. 23,5 × 19 cm

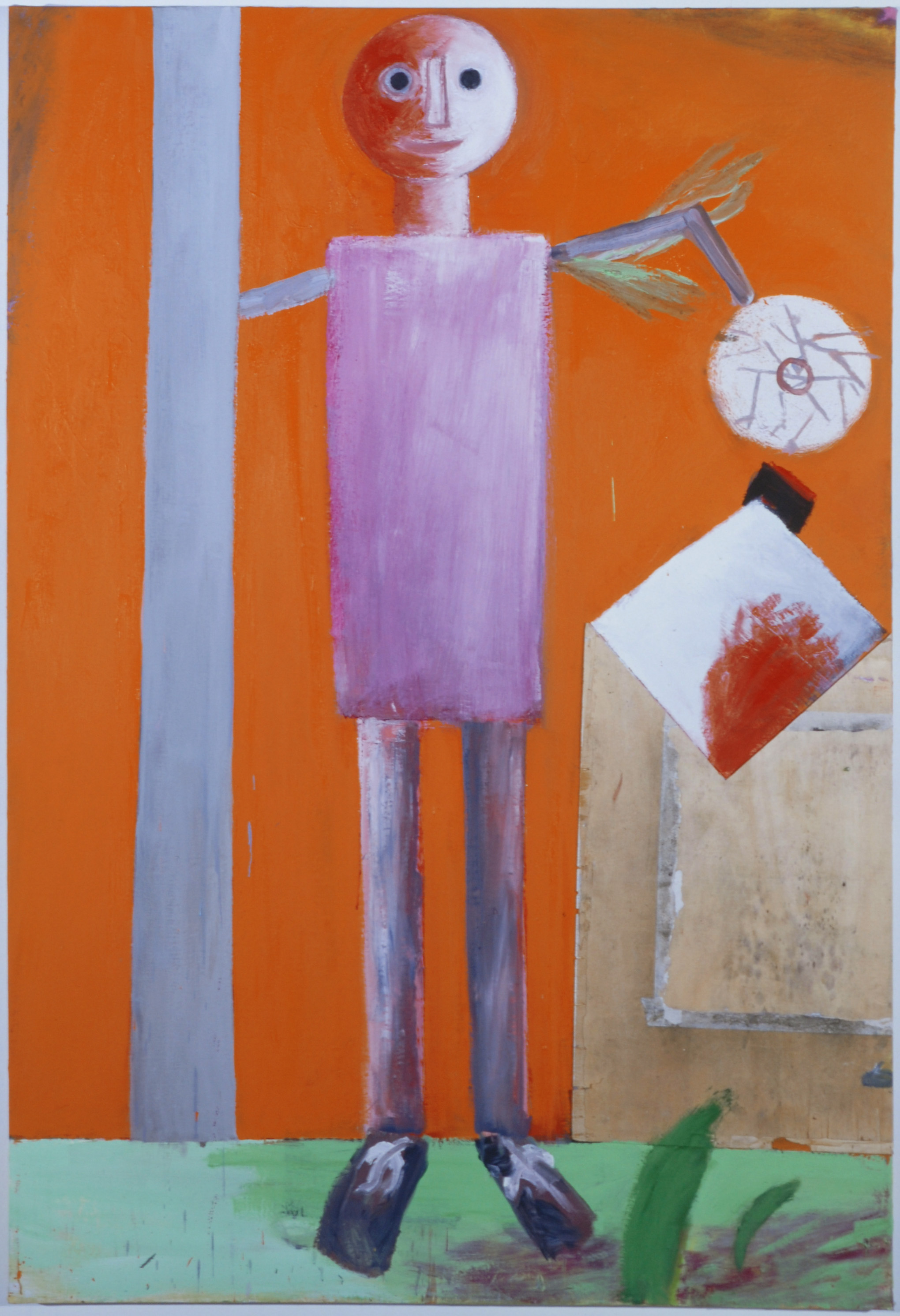
Martin Kaufmann: Holder-Kompost-Watteau. 1990. 193 × 130 cm. Öl auf Baumwolle

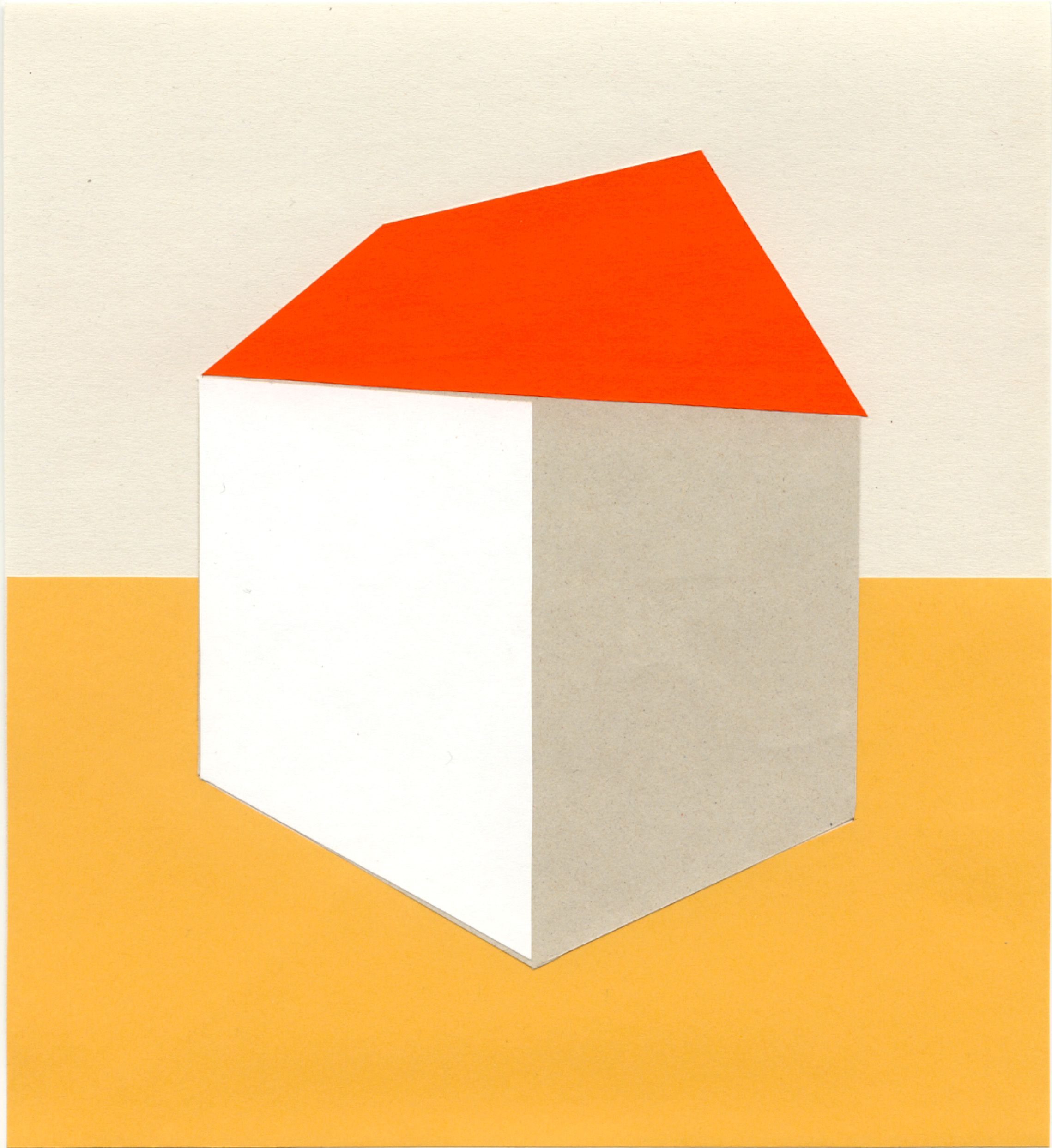
Martin Kaufmann: Moneglia (Aus der Serie aus am Horizont dem Augenender). 2007. Papierschnitt. 21 × 19 cm

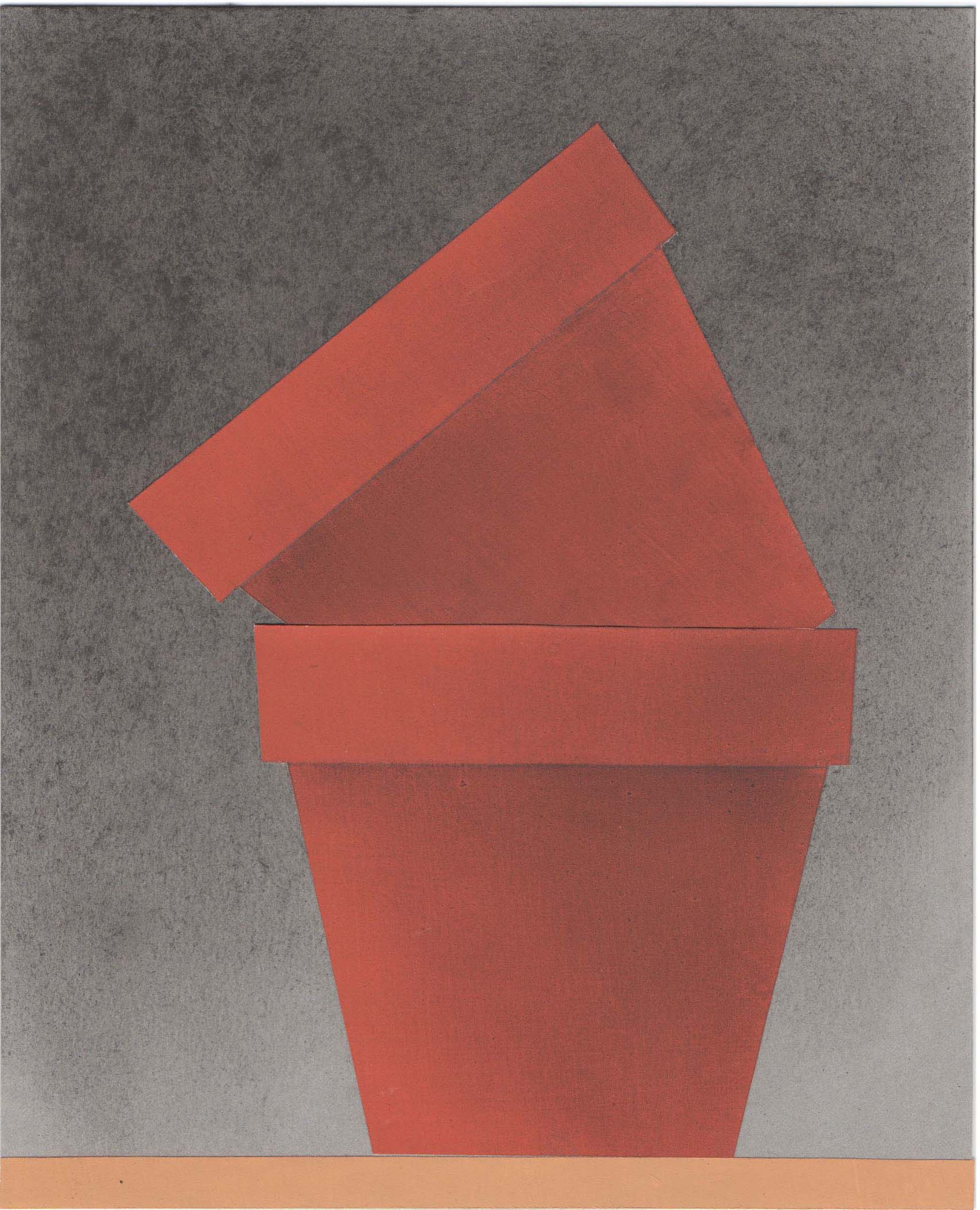
Martin Kaufmann: Äquatortopf. 2013. Papierschnitt. 22 × 17,8 cm

Martin Kaufmann (* 22. Oktober 1958 in Chur) ist ein Schweizer Künstler. Er arbeitet in den Bereichen Malerei, Zeichnung, Plastik, Baugestaltung und Fotografie. Zu den zentralen Themen seiner Kunst gehört die Himmelsmechanik.

## Leben und Werk
Martin Kaufmann wuchs in der Werkbundsiedlung Neubühl in Zürich auf, wo er nun wieder wohnt und arbeitet. Als Jugendlicher wollte er Biologe werden. Schon als Kind interessierte ihn das Gekreuch und Gefleuch um ihn herum mehr als Lego und Eile mit Weile, statt einem Ball nachzurennen stand er lieber mit seiner Angelrute am See und konzentrierte sich auf die Bewegungen im Wasser. Die Theorie in Physik und Chemie, die ein Biologe beherrschen muss, war aber nicht das Seine und er entschied sich für die freiere Malerei. Von 1978 bis 1981 studierte er am Central Saint Martins College of Art and Design in London. Zurück in Zürich gehörte er zu den Begründern des Kunsthauses Oerlikon.
Martin Kaufmann ist ein Sesshafter und braucht kaum Ortswechsel zur Inspiration. Neben Zürich ist ihm Ligurien zu einem Lebensmittelpunkt geworden. In London sah sich Martin Kaufmann zum einen mit der Minimal Art, zum anderen mit der heftigen Malerei eines Frank Auerbach konfrontiert. Ebenso wichtig als Anschauungsunterricht wurde für ihn die National Gallery mit Piero della Francesca, Jan van Eyck und Holbein.
In Anklang an die Malerei der Neuen Wilden, die mit der Ausstellung „The New Spirit in Painting“ Furore machte, stand das Gestische in seinen Anfängen im Vordergrund. Kaufmann tendierte aber schon damals zum Flächig-Zeichenhaften und entwickelte sich schnell zu einem Meister der Verdichtung. Am Gegenständlichen festhaltend, reduziert er die ihn umgebende Welt der Wesen und Dinge zu Chiffren, die er in einer poetischen Bildwelt aufgehen lässt. Dazu gehört auch das Spiel mit Wörtern und Begriffen.
Neben der Ölmalerei pflegt Kaufmann, der Kleinformate bevorzugt, vor allem den Papierschnitt. Er stellt auch Objekte her und arbeitet installativ, wobei er oft Werkzeuge und Apparate verwendet. Martin Kaufmann ist ein Vermesser. Ein zentrales Thema in seinem Werk ist die Himmelsmechanik mit dem Lauf der Gestirne und seinen Auswirkungen auf Licht und Schatten. Eine eminente Rolle spielt das Motiv des Hauses, das er auf einen Heptaeder reduziert auch als kleine Beton-Skulptur hergestellt hat. Das Haus wird von ihm aber nicht nur vermessen und in einem Koordinatensystem verortet; es ist auch eine Zelle, Urform der Behausung. Kaufmann benützt die Geometrie als Richtmass und spürt dabei immer auch Abweichungen auf. Der genaue Beobachter lässt sich gerne auf Unberechenbares ein und staunt selbst über die Verwandlungen, zu denen noch die banalsten Gegenstände fähig sind.

## Auszeichnungen und Aufträge
- 1986:  Förderungsbeitrag des Kantons Aargau
- 1999:  Werkbeitrag des Kuratoriums des Kantons Aargau
- 2000/2001:  Werkankauf durch den Kanton Zürich
- 2008: Werkankauf durch die Stadt Zürich
- 2011: Kunst-und-Bauprojekt der Stadt Zürich, Amtshaus Wiedikon

## Ausstellungen
- 1986: Gründungsausstellung Kunsthaus Oerlikon
- 1987: Einzelausstellung bei Hans Schürch, Zürich
- 1990: Einzelausstellung Galerie Ursula Rövekamp, Zürich
- 1991: Künstlerprojekt Shedhalle Zürich
- 1993: „Schöner Malen“, Helmhaus, Zürich
- 1993: Einzelausstellung Galerie Ursula Rövekamp, Zürich
- 1993: Einzelausstellung Kunsthaus Oerlikon
- 1997: Einzelausstellung Galerie Ursula Rövekamp, Zürich
- 1997: Einzelausstellung Galerie Pendo, Zürich
- 2000: Einzelausstellung Binz 39, Zürich
- 2004: Stipendienausstellung Helmhaus, Zürich
- 2005: «Lokale Aufhellungen» Helmhaus, Zürich
- 2006: Ausstellung Galerie Pendo, Zürich
- 2008: Einzelausstellung Galerie Hufschmid, Zürich
- 2009: Ausstellung Galerie Pendo, Zürich
- 2011: Gruppenausstellung Galerie Hufschmid, Zürich
- 2013: Einzelausstellung Field Institute Hombroich, DE
- 2014: «Aufbruch nach Kythera»  Einzelausstellung «Im Garten», Zürich
- 2015: Gruppenausstellung «Unzeitgemässe Betrachtungen», Oxyd, Winterthur
- 2015: Gruppenausstellung «Wahn Welt Wellen 1955-2015», ArtDock, Zürich
- 2016: Einzelausstellung, Interior Atelier Sert, Zürich
- 2017 und 2019: Gast bei Ian Anüll «Peinture en Promo», Haus für Kunst Uri, Altdorf und Musée Jurassien des Arts, Moutier
- 2020: Einzelausstellung «Tafelbilder», Galerie am Platz, Eglisau